# Schillingstraße (metropolitana di Berlino)
Schillingstraße è una stazione della metropolitana di Berlino, sulla linea U5.